# Reba McEntire
Reba McEntire, vlastním jménem Reba Nell McEntire (* 28. března 1955), je americká country zpěvačka a herečka. Svoji kariéru odstartovala v hudebním průmyslu jako studentka střední školy zpěvu v Kiowské středoškolské kapele, v pořadech místních rozhlasových stanic se svými sourozenci a rodeem. Jako sólový akt byla pozvána na vystoupení na rodeo v Oklahoma City, kde upoutala pozornost country umělce Red Steagall. Přivedl ji do Nashvillu, kde v roce 1975 podepsali smlouvu s Mercury Records. Své první sólové album vydala v roce 1977 a pět dalších studiových alb pod značkou až do roku 1983.

## Ocenění
McEntire drží rekord od Akademie country hudby za Nejlepší ženskou zpěvačku Awards (sedm) a American Music Awards za oblíbenou country zpěvačku (dvanáct), i když McEntire má vyznamenání za vítěznou cenu 4krát za sebou. Také je jednou ze dvou žen v historii country hudby, které získaly hitem číslo jedna ve čtyřech různých dekádách, a jedinou ženou v dosažení sólo kariéry, která trvá přes čtyři desítky let.

## Diskografie
- 1977 – Reba McEntire
- 1979 – Out of a Dream
- 1980 – Feel the Fire
- 1981 – Heart to Heart
- 1982 – Unlimited
- 1983 – Behind the Scene
- 1984 – Just a Little Love
- 1984 – My Kind of Country
- 1985 – Have I Got a Deal for You
- 1986 – Whoever's in New England
- 1986 – What Am I Gonna Do About You
- 1987 – The Last One to Know
- 1988 – Reba
- 1989 – Sweet Sixteen
- 1990 – Rumor Has It
- 1991 – For My Broken Heart
- 1992 – It's Your Call
- 1994 – Read My Mind
- 1995 – Starting Over
- 1996 – What If It's You
- 1998 – If You See Him
- 1999 – So Good Together
- 2003 – Room to Breathe
- 2007 – Reba: Duets
- 2009 – Keep On Loving You
- 2010 – All the Women I Am
- 2015 – Love Somebody
- 2016 – My Kind of Christmas
- 2107 – Sing It Now: Songs of Faith & Hope
- 2019 – Stronger Than the Truth

## Filmografie
| Rok  | Název                                      | Role                | Poznámky |
| ---- | ------------------------------------------ | ------------------- | -------- |
| 1990 | Chvění                                     | Heather Gummer      |          |
| 1994 | Maverick                                   | Spectator           |          |
| 1994 | Všude dobře, doma nejlíp                   | Ma Tex              |          |
| 1994 | Malí uličníci                              | A.J. Ferguson       |          |
| 2001 | Začalo to jedné žhavé noci                 | Dr. Green           |          |
| 2006 | The Fox and the Hound 2                    | Dixie (hlas)        |          |
| 2006 | Šarlotina pavučinka                        | Betsy, kráva (hlas) |          |
| 2015 | Romances of the Republics                  | Stella Wonders      |          |
| 2016 | The Land Before Time: Journey of the Brave | Etta (hlas)         |          |

| Rok     | Název                                            | Role                  | Poznámky                   |
| ------- | ------------------------------------------------ | --------------------- | -------------------------- |
| 1985-12 | Academy of Country Music Awards                  | Samu sebe/Moderátorka |                            |
| 1991    | The Gambler Returns: The Luck of the Draw        | Burgundy Jones        | TV film                    |
| 1992    | WrestleMania VIII                                | Samu sebe/Účinkující  |                            |
| 1993    | Muž z levého pole                                | Nancy Lee Prinzi      | TV film                    |
| 1994    | Frasier                                          | Rachel (hlas)         | díl: „Fortysomething“      |
| 1994    | Jiný život                                       | Lily Marshall         | TV film                    |
| 1995    | Konec Divokého západu                            | Annie Oakley          | Mini-seriál                |
| 1998    | Forever Love                                     | Lizzie Brooks         | Movie                      |
| 1998    | Herkules                                         | Artemis (hlas)        | 2 díly                     |
| 1999    | Bohatý je ten, kdo dává                          | Rose Cameron          | TV film                    |
| 2001–07 | Deník zasloužilé matky                           | Reba Hart             | hlavní role, 126 dílů      |
| 2010    | S tebou je mi líp                                | Lorraine Ashley       | díl: „Better With Flirting |
| 2011    | Working Class                                    | Renee                 | díl: „Sugar Mama“          |
| 2012–13 | Malibu Country                                   | Reba McKenzie         | 18 episodes                |
| 2012    | Blake Shelton's Not So Family Christmas          | Samu sebe/Účinkující  | Special                    |
| 2013    | Kelly Clarkson's Cautionary Christmas Music Tale | Samu sebe/Účinkující  | Special                    |
| 2015–16 | Tři kluci a nemluvně                             | Charlotte             | 2 episodes                 |
| 2015    | Best Time Ever with Neil Patrick Harris          | Samu sebe/Host        | díl: „Reba“                |
| 2015    | Disney Parks Christmas Day Parade                | Samu sebe/Účinkující  | Special                    |
| 2015    | The Voice                                        | Samu sebe/Poradce     |                            |
| 2016    | Poslední chlap                                   | Billie Cassidy        | díl: „Outdoor Woman“       |
| 2016    | Amerika má talent                                | Samu sebe/Host        | Episode: "Judge Cuts 2"    |
| 2020–21 | Malý Sheldon                                     | June                  | dosud 4 epizody            |

| Rok  | Název                                        | Role           | Poznámky |
| ---- | -------------------------------------------- | -------------- | -------- |
| 2001 | Annie Get Your Gun                           | Annie Oakley   |          |
| 2006 | South Pacific: In Concert from Carnegie Hall | Nellie Forbush |          |